# Ley que regula los pasivos ambientales de la actividad minera
La Ley que regula los pasivos ambientales de la actividad minera, o ley N° 28271 es una normativa promulgada el 13 de julio del 2004.
Esta norma fue publicada el martes, 6 de julio del 2004 en el diario El Peruano.
La cual establece normas para la prevención, control y remediación de los pasivos ambientales generados por las actividades mineras en el territorio peruano.
Esta ley tiene como objetivo principal proteger el medio ambiente y la salud de las personas que puedan verse afectadas por los impactos ambientales negativos causados por la actividad minera. Asimismo, busca asegurar que las empresas mineras asuman la responsabilidad de mitigar y remediar los daños ambientales que pudieran haber generado durante su operación.

## Definiciones
En esta ley se define pasivos ambientales de la siguiente manera:

Son considerados pasivos ambientales aquellas instalaciones, efluentes, emisiones, restos o depósitos de residuos producidos por operaciones mineras, en la actualidad abandonadas o inactivas y que constituyen un riesgo permanente y potencial para la salud de la población, el ecosistema circundante y la propiedad.

## Estructura del contenido
La ley consta de 7 páginas, 12 artículos. Los artículos son los siguientes:
- Artículo 1 - Objetivo
- Artículo 2 - Definición de los Pasivos Ambientales
- Artículo 3 - Identificación e inventario de Pasivos Ambientales
- Artículo 4 - Identificación de los responsables de los Pasivos Ambientales
- Artículo 5 - Atribución de responsabilidades
- Artículo 6 - Presentación del Plan de Cierre de Pasivos Ambientales
- Artículo 7 - Plazo de presentación y de ejecución del Plan de Cierre de los Pasivos Ambientales
- Artículo 8 - Fiscalización, Control y Sanciones
- Artículo 9 - Fuentes de Financiamiento
- Artículo 10 - Reutilización de los pasivos ambientales mineros
- Artículo 11 - Reaprovechamiento de pasivos ambientales mineros
- Artículo 12 -  Derecho de repetición y responsabilidad en la reutilización y reaprovechamiento

## Fe de erratas
Mediante publicación en el diario El Peruano de fecha 10 de julio de 2004.Se modifica la segunda sección de Disposiciones Complementarias y Finales, indicando ahora:
Segunda.-Participación de los Gobiernos Regionales...en el tratamiento de la remediación de los pasivos ambientales mineros.

## Entidades Nacionales Vinculadas
Ministerio de Energía y Minas: 
Identificación de los responsables de las operaciones mineras que abandonen depósitos de residuos de residuos de residuos, labores o instalaciones mineras y de titulares de la concesión minera inactivos que mantengan el derecho de concesión y la vigencia minera hasta la actualidad arrastrando pasivos ambientales.